# ソーラーストライカー
『ソーラーストライカー』 (SolarStriker) は、1990年1月26日に発売されたゲームボーイ用シューティングゲーム。なお、本作はゲームボーイの生みの親、横井軍平がプロデュースしている。
2000年3月1日にはニンテンドウパワー書き換え用ソフトとして再発売された。

## ゲーム内容

### アイテム
ステージ上に登場する人工衛星「パワーゼロ」を撃つとパワーアップアイテムに変化し、これを獲得するとショットがパワーアップする。ショットは標準装備のシングル弾、ダブル弾、トリプル弾、そして2wayの最強ミサイルへと変化する。

## 設定

### ストーリー
神星歴2159年。地球は大暗黒星トリノの大艦隊に攻撃され、突如宣戦布告を受ける。科学力に勝る異星人になすすべもない地球はもはや人類絶滅の日か降服をする日を待つしかないと思われていたが、地球連邦軍の最後の砦となった月面基地では、特殊機動部隊が大暗黒星トリノ破壊の命を受け超高性能戦闘機を極秘のうちに開発していたのだ。トリノ星人の激しい攻撃の隙をついて、月面基地を母艦「MOTHER ATENA」と共に太陽系を後にし、大暗黒星トリノ星域へ到着し、超高速戦闘機「SOLAR STRIKER」はトリノ星基地を目指すのであった。

### ステージ構成
- ステージ1 - トリノ星域宇宙空間
- ステージ2 - トリノ星上空
- ステージ3 - トリノ星市街地
- ステージ4 - デスバレー
- ステージ5 - トリノ星基地
- ステージ6 - トリノ星基地・中枢部

## 敵キャラクター
- トリノントR
- カルテーノ
- メガトリノント
- バタント
- カモント
- メガーノ

## スタッフ
- プロデューサー：横井軍平
- ディレクター：岡田智、寺崎啓祐
- プログラマー：K.SUGIMOTO
- 音楽、サウンド：長田達
- デザイン：ひがしやあき、K.YAMAGAMI、K.KATSUYAMA、K.HAYASHI
- スペシャル・サンクス：H.HIRAYAMA、Y.FUJII、K.TAKEUCHI、H. AYRTON.WADA（わだひろし）、川上泰広、M.NAKATANI、H.NAKAZAWA、Y.ARASHIBA

## 評価
- ゲーム誌『ファミコン通信』の「クロスレビュー」では合計23点になっている[4]。

- ゲーム誌『ファミリーコンピュータMagazine』の読者投票による「ゲーム通信簿」での評価は以下の通りとなっており、17.40点（満30点）となっている[1]。また、同雑誌1991年5月24日号特別付録の「ゲームボーイ オールカタログ」では、「バリバリと敵を倒していくだけのシンプルなゲームだ」と紹介されている[1]。

| 項目 | キャラクタ | 音楽 | 操作性 | 熱中度 | お買得度 | オリジナリティ | 総合  |
| 得点 | 2.75       | 2.91 | 3.20   | 2.95   | 2.98     | 2.61           | 17.40 |